# Georg von Küchler
Georg Karl Friedrich Wilhelm von Küchler (30. května 1881 Hanau – 25. května 1968 Garmisch-Partenkirchen) byl německý důstojník a polní maršál německé armády v období II. světové války.

## Životopis
Georg von Küchler se narodil na zámku Philippsruhe v Hanau. Po absolvování kadetní školy vstoupil v roce 1900 do Deutches Heer a sloužil u 25. polního dělostřeleckého pluku. Byl povýšen na nadporučíka. V letech 1910 až 1913 studoval Pruskou vojenskou akademii. Následně nastoupil na generální štáb armády v Berlíně.  V první světové válce velel dělostřelecké baterii na západní frontě, účastnil se bitvy na Sommě a u Verdunu. V roce 1916 se stal štábním důstojníkem 206. pěší divize. Po skončení války vstoupil do Freikorpsu, se kterým bojoval v roce 1919 v Polsku proti Rudé armádě. V roce 1932 se stal zástupcem velitele 1. pěší divize ve východním Prusku. V roce 1934 byl povýšen na generálmajora a velitelem 1. pěší divize. V roce 1935 se vzdal velení a byl jmenován inspektorem válečných škol Reichswehru. V roce 1939 byl jmenován velitelem  18. armády. V roce 1940 se s armádou zúčastnil bojů o Francii. V následujícím roce se podílel se svou armádou na bojích v Sovětském svazu, v roce 1942 byl jmenován velitelem uskupení armád Sever. Do roku 1944 nebylo jeho uskupení armád schopno prolomit obranu Leningradu při jeho obléhání. V roce 1944 byl odvolán pro neshody s Hitlerem. Byl držitelem Rytířského kříže Železného kříže s dubovou ratolestí. Po skončení  druhé světové války byl vyšetřován vojenským soudem a 27. října 1948 byl odsouzen na dvacet let odnětí svobody za svůj postup proti partyzánům v Sovětském svazu. Z vězení byl propuštěn po osmi letech od skončení války v roce 1953 z důvodu nemoci a stáří.

## Vyznamenání
- Železný kříž, II. třída, udělen 20.11.1914
- Železný kříž, I. třída, udělen 08.01.1915
- Železný kříž, Spona 1939 k Železnému kříži 1914 II. třídy, udělen 11.09.1939
- Železný kříž, Spona 1939 k Železnému kříži 1914 I. třídy, udělen 22.09.1939
- Rytířský kříž Železného kříže, udělen 30.09.1939
- Rytířský kříž Železného kříže, dubové ratolesti, 273. držitel, udělen 21.08.1943
- Medaille zur Erinnerung an die Heimkehr des Memellandes[3]
- Medaile za východní frontu